# 柳德米拉·朱拉夫寥娃
| ——小行星中心，截至2016年8月 |

柳德米拉·朱拉夫寥娃（俄语：Людмила Васильевна Журавлёва，羅馬化：Lyudmila Vasilyevna Zhuravleva，羅馬化：Ljudmyla Vasylivna Žuravljova，1946年5月22日—）是苏联/乌克兰女天文学家。在克里米亞天文台工作。